# Славянский краеведческий музей
Славянский краеведческий музей (укр. Слов'янський краєзнавчий музей) — коммунальное учреждение города, основан в 1970 году, расположен в старом купеческом особняке, построенном в конце XIX столетия.

## История
Музей создан в 1970 году согласно приказу Министерства культуры Украины, расположился в купеческом особняке постройки конца XIX века. Для посетителей открыт в 1974 году. Первый директор музея Маликова Варвара Михайловна .
В 1988 году открылся выставочный зал.

## Экспозиция
Экспозиция расположена в 11 залах, имеет 4 раздела: природы, древней истории, новой истории и современности. Дополняют экспозицию два выставочных зала, в которых экспонируется музейные и частные коллекции.
Фонды музея насчитывают около 27 тысяч подлинных памятников истории и культуры.
Посетителям музея предоставляют услуги: обзорные и тематические экскурсии, консультации по краеведению, возможность пользования музейной библиотекой, проводятся массовые мероприятия к различным памятным и историческим датам.
Музей занимается публицистической и издательской деятельностью.
Музейное собрание насчитывает более 35 тысяч единиц хранения, в том числе около 27 тысяч предметов относится к основному фонду.
Славянский музей по типу относится к краеведческим, поэтому все представленные в экспозиции предметы рассказывают об историческом и культурном наследии города Славянска и Славянского района.
Основная экспозиция расположена в 11 залах и в хронологической последовательности знакомит:
- с природой Славянщины,
- с древнейшей и новой историей нашего края,
- с современным социально-экономическим развитием города. Отдельным блоком представлена новая экспозиция — Славянск в период АТО.
- выставки, которые экспонируются в двух выставочных залах, знакомят с музейными и частными коллекциями, а также популяризируют творчество талантливых жителей города : художников, керамиков, мастеров декоративно — прикладного искусства. Большой популярностью пользуется ежегодная общегородская художественная выставка, в которой принимают участие около 60 художников.

Экспозиционная площадь музея составляет 390 м².
Музей обладатель уникальных предметов и интересных коллекций:
- одна из крупнейших в области коллекция керамики, которая насчитывает более 2000 предметов,
- уникальная коллекция скульптора-керамика, члена союза художников СССР Наталии Максимченко,
- нумизматическая,
- археологическая,
- быта и этнографии, бытовой техники и другие.

## Поисковые работы
Музей занимается научно-исследовательской работой. Научные сотрудники участвуют в археологических и природоведческих экспедициях. В 2005—2007 годах была организована экспедиция по изучению остатков Торской крепости XVII—XVIII веков. В течение трех полевых сезонов было найдено более пяти тысяч предметов (целых и во фрагментах), которые рассказали о защитниках Торской крепости. Наиболее интересные экспонаты представлены в экспозицию.

## Издательская деятельность
- сборник иллюстрированных научно-популярных статей «Город у солёных озёр». 2007 год,
- три выпуска путеводителя «Славянский краеведческий музей»,
- фотоальбом «Декоративно-прикладная и художественная керамика»,
- буклет «Монеты и бумажные денежные знаки»,
- буклет «Этюды родной природы»,
- буклет «Средневековые древности Славянска»,
- фотоальбом «Славянские художники»,
- буклет «Крепость Тор. Этапы возрождения»,
- набор открыток «Привет из Славянска» (репродукция почтовых открыток начало XX в.),
- каталоги к ежегодным художественным выставкам.